# Dale Cooper
Dale Cooper est le personnage principal de la série Twin Peaks, créée par Mark Frost et David Lynch, et interprété par Kyle MacLachlan. 
Agent du FBI, il est envoyé à Twin Peaks (ville fictive de l'État de Washington) pour enquêter sur le meurtre de Laura Palmer, jeune lycéenne retrouvée morte enveloppée dans du plastique. 
Le personnage de Cooper est considéré comme étant l'un des meilleurs de l'histoire des séries télévisées, et la chaîne de télévision Bravo a classé le personnage de Dale Cooper, à la 92e place, sur la liste des grands personnages de télévision de tous les temps.

## Histoire

### Débuts au FBI
Comme il le mentionne au cours de la saison 2 de Twin Peaks, Dale Cooper formait un duo avec un autre agent du FBI, Windom Earle. Ils avaient d'ailleurs l'habitude de disputer des parties d'échec que Earle gagnait toutes. Au cours d'une mission, les deux agents ont pour mission de protéger Caroline, la femme de Earle, qui est menacée de mort. Cependant, Cooper tombe amoureux de cette dernière et baisse sa vigilance, ce qui conduit à la mort de Caroline et Windom Earle sombre dans la folie. Il s'avère plus tard que c'est Windom Earle lui-même qui a assassiné sa femme, jaloux de la relation qu'elle entretenait avec Cooper. 

Proche de son supérieur Gordon Cole, Dale Cooper lui fait part d'un rêve inquiétant. Le même jour, alors qu'il vérifie une caméra de sécurité dans une salle de contrôle (caméra dans laquelle il se voit toujours dans le couloir alors qu'il est présent dans une salle voisine), l'agent Phillip Jeffries, disparu depuis deux ans, fait son apparition dans les bureaux du FBI. Se montrant très méfiant vis-à-vis de Cooper, Jeffries témoigne à Cole et à Albert Rosenfield, un autre agent, avoir assisté à une réunion de mystiques dans une boutique (qui s'avèrent être BOB, le nain, Mrs Tremond et son petit-fils). Jeffries disparaît soudainement et il est rapporté que Chester Desmond, un agent qui enquêtait sur le meurtre d'une prostituée, Teresa Banks, a disparu. Dale Cooper est envoyé sur place pour essayer de déterminer les raisons de la disparition de Desmond. N'ayant trouvé aucun indice concluant, il émet l'hypothèse que le meurtrier de Teresa Banks frappera de nouveau sans savoir quand exactement. 

« The letter that was extracted from beaneath the finger of Teresa Banks gives me the feeling that the killer will strike again. But like the song goes, who knows where or when ? »

— Cooper s'interrogeant sur la suite des événements.

### Enquête à Twin Peaks
Un an après le meurtre de Teresa Banks, Dale Cooper est envoyé à Twin Peaks, une ville située dans l'État de Washington, à la frontière entre les États-Unis et le Canada. Le corps d'une jeune lycéenne, Laura Palmer, a en effet été retrouvé au bord du lac de la ville, enveloppé dans du plastique. Arrivé sur place, Cooper fait la connaissance du shérif local, Harry S. Truman. Ensemble, ils effectuent leur enquête pour déterminer qui a tué Laura Palmer, fille appréciée de tous mais qui se révèle finalement être une personnalité plus complexe, puisqu'elle s'avère être une cocaïnomane et a également travaillé au One Eyed Jacks, un club de prostituées situé au Canada. Dale Cooper reçoit également l'aide d'Audrey Horne, une camarade de classe de Laura et fille de Benjamin Horne, homme le plus riche de la ville et patron du Great Northern Hotel où Cooper réside temporairement. En avançant dans son enquête, Cooper fait de nombreux rêves étranges, dans lesquels il est assit dans une pièce de rideaux rouges, en compagnie d'un nain danseur, mais également de Laura Palmer, qui lui révèle en chuchotant l'identité de son meurtrier (que Cooper oublie à son réveil). Il rêve également de MIKE, un manchot qui lui révèle l'existence de BOB, un homme aux cheveux gris longs et sales qui lui promet qu'il tuera encore. La présence de l'agent du FBI à Twin Peaks perturbe les activités criminelles qui s'y pratiquaient avant son arrivée, Cooper devenant la cible de plusieurs délinquants, tels que Leo Johnson, également soupçonné du meurtre de Laura Palmer, mais également de Jean Renault, propriétaire du One Eyed Jacks. C'est d'ailleurs à la suite d'une sortie dans cet établissement que Cooper se fait tirer dessus dans sa chambre par un mystérieux inconnu. Blessé et au sol, il reçoit alors la visite d'un serveur sénile, qui lui apporte du lait, raccroche le téléphone et lui répète plusieurs fois qu'il a entendu parler de lui avant de quitter la pièce. Un énigmatique géant apparaît alors, lui donnant trois indices qui vont lui permettre de résoudre l'affaire : " Il y a un homme dans un sac souriant" (There's a man in a smilling bag), " Les hiboux ne sont pas ce que l'on croit " (The Owls are not what they seem) et que " Sans produits chimiques, il apparaît " (Without chemicals, he points). 
Ces trois indices s'avèrent être vrais et permettent alors à Dale Cooper de centrer son investigation autour du mystérieux BOB, qui est apparu dans les rêves de plusieurs personnes concernées par l'affaire, tels que Sarah Palmer et Maddy Ferguson, respectivement mère et cousine de Laura Palmer. En réussissant à arrêter MIKE, le manchot de son rêve, Dale Cooper découvre que BOB est en fait un esprit malveillant possédant les gens et se nourrissant de la douleur et de la peine de ses victimes. Après avoir pendant un temps soupçonné Benjamin Horne, Cooper réalise que le meurtrier de Laura Palmer est en fait son père Leland, qui a commis cet acte en étant possédé par BOB. Alors que ce dernier est arrêté, BOB s'échappe en poussant Leland à se suicider, et il meurt dans les bras de Dale, qui le réconforte dans ses derniers instants. 

### Bras de fer avec Windom Earle
À la suite de la découverte du meurtrier de Laura Palmer, Dale Cooper se prépare à quitter Twin Peaks, mais une délégation du FBI arrive pour le suspendre de ses fonctions, car il a franchi la frontière canadienne illégalement. Il décide alors de rester en ville et reçoit la visite de Denise Bryson, agent du FBI devenu transgenre. Grâce à Denise et Audrey, il parvient à appréhender Jean Renault, qui planifiait alors de le tuer. Le soir même, Cooper et le shérif Truman découvrent dans le bureau du shérif le corps d'un vagabond et un jeu d'échecs avec une lettre l'invitant à jouer. Dale en déduit alors qu'il s'agit là d'un coup de son ex-coéquipier, Windom Earle. Grâce aux informations fournies par Albert Rosenfield, Gordon Cole et le Major Briggs, un militaire vivant à Twin Peaks, Dale Cooper parvient à déterminer que Earle est à la recherche d'un endroit mystique, appelé la Loge Noire (The Black Lodge), d'où viendraient MIKE et BOB. En assemblant les symboles que forment les brûlures du Major Briggs et de Margaret Lanterman, alias La Femme à la bûche, Cooper parvient à former le symbole de Owl Cave, une grotte avoisinant Twin Peaks. Après une exploration dans la grotte accompagné par Harry et ses hommes, Cooper trouve un mécanisme ainsi qu'un dessin, qui s'avère en fait être une carte représentant la région, ce qu'il ne réalise pas directement. Earle l'a compris et enlève le soir de l'élection de Miss Twin Peaks, Annie Blackburn, dont Cooper est tombé amoureux. Andy Brennan, un des hommes du shérif, lui explique que le dessin est en fait une carte qui permet de localiser la Loge Noire.   

### Dans la Loge Noire
Dale Cooper, accompagné de Harry Truman et de Andy Brennan se rend à Glastonbury Cove, l'entrée de la Loge Noire. Il décide d'y entrer seul et pénètre dans un cercle de sycomores puis se retrouve à l'intérieur de la Loge. À l'intérieur, il écoute un chanteur qui finit par disparaître pour laisser la place au nain qu'il a vu dans son rêve, The Man from another place. Laura Palmer fait également son entrée, et lui déclare qu'elle le reverra dans 25 ans avant de disparaître. Le serveur sénile du Great Northern Hotel apparaît alors, lui proposant une tasse de café, puis est remplacé par le géant. Cooper quitte la pièce et arrive dans une autre similaire où se trouve le doppelgänger (double maléfique) de Laura qui se met à hurler. Il rebrousse chemin et se retrouve face à Windom Earle qui lui demande de lui vendre son âme, à la suite de quoi il laissera Annie Blackburn quitter la Loge. Cooper accepte et Earle le poignarde, mais BOB apparaît alors, remonte le temps pour revenir quelques secondes plus tôt et explique à l'agent que Earle ne peut lui demander de prendre son âme. L'esprit malveillant décide de punir Earle en lui aspirant son esprit puis le doppelgänger de Dale Cooper fait son entrée. Le vrai Cooper s'enfuit et croise sur son chemin Leland Palmer qui lui affirme qu'il n'a tué personne. Le doppelgänger le rattrape mais Cooper sort de la Loge avec Annie. Quelques heures plus tard, il se réveille en compagnie du shérif Truman et du docteur Hayward. Il décide d'aller dans la salle de bain pour se brosser les dents et donne un coup de tête dans le miroir de la pièce, dans lequel se reflète le visage de BOB. Il s'agit en fait du doppelgänger de l'agent, le véritable Cooper étant bloqué dans la Loge. Il se met alors à rire nerveusement, tout en demandant plusieurs fois comment va Annie.

### 25 ans plus tard

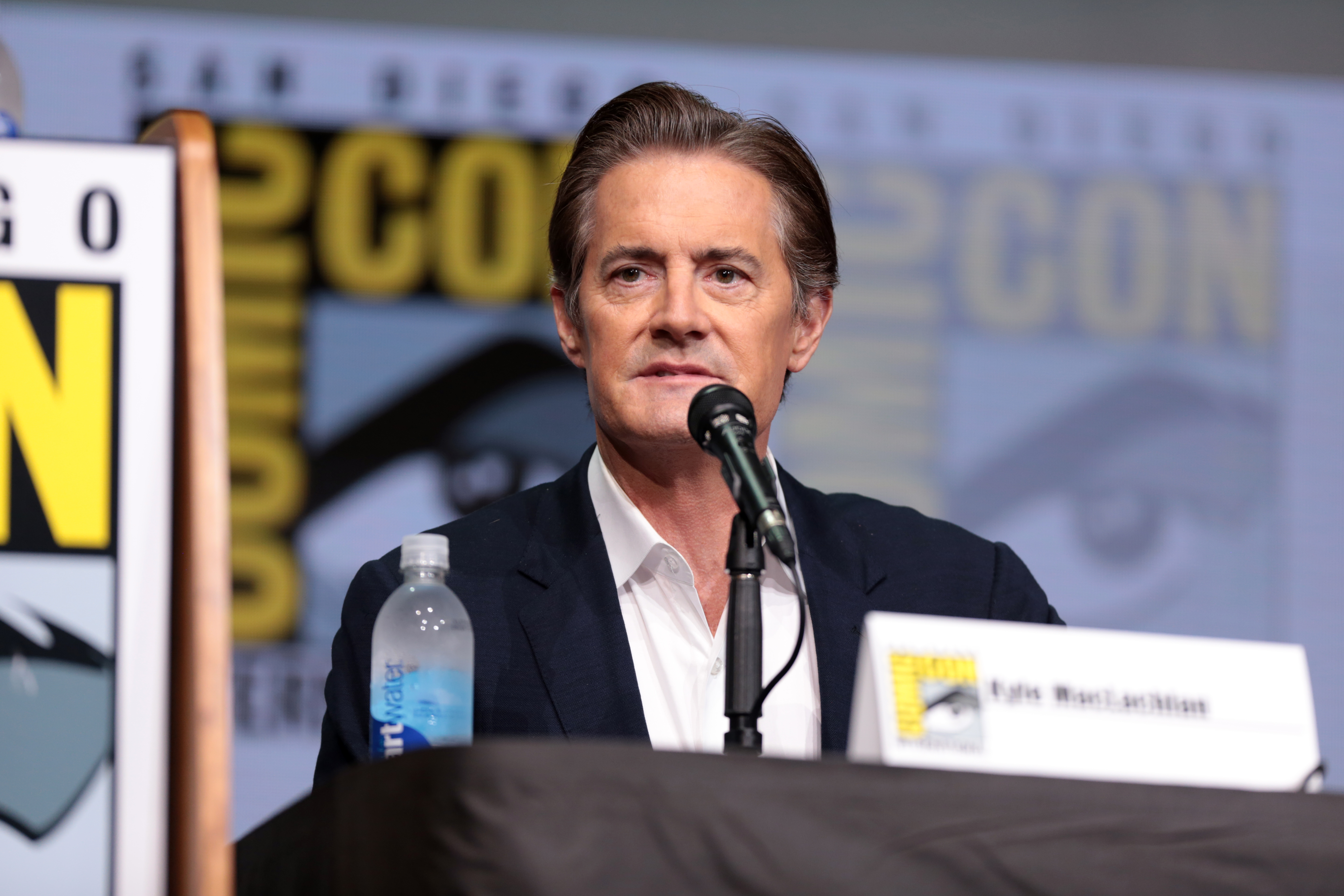
Kyle MacLachlan lors de la promotion de la troisième saison de Twin Peaks, au Comic-Con de San Diego en 2017.

25 ans après les événements, Dale Cooper se retrouve face à un homme étrange ressemblant au géant, Le Pompier (The Fireman), qui lui demande d'écouter les sons produits par un phonographe. Il lui demande de retenir les prénoms Richard et Linda, puis Cooper disparaît. Cooper se retrouve ensuite dans la Loge Noire face à MIKE qui lui demande s'il s'agit du futur ou du passé. Laura Palmer apparaît alors et lui dit que si elle est bien morte elle vit toujours, retirant son visage pour dévoiler une intense lumière. Elle est cependant éjectée de la pièce par une force inconnue. Il décide alors de suivre MIKE qui l'emmène dans une autre pièce où se trouve un arbre produisant de l'électricité. Il s'agit en fait d'une version évoluée du nain danseur. Ce dernier demande à Cooper s'il se souvient de son doppelgänger, son double maléfique possédé par BOB et qui s'était échappé à sa place de la loge il y a 25 ans. L'arbre lui indique que son double doit retourner dans la loge à tout prix puis donne à Cooper l'autorisation de partir. Errant dans les couloirs du lieu, Dale croise Leland Palmer qui lui demande de retrouver sa fille, Laura. La Loge Noire commence à se déformer et le doppelgänger du nain expulse l'agent alors que ce dernier avait trouvé la sortie et observait son double maléfique en train de conduire. Envoyé un temps dans l'espace, dans une sorte de dimension parallèle où il rencontre une femme aveugle, Naido et où il aperçoit dans le vide intersidéral la tête du Major Briggs. Renvoyé sur Terre, il prend la place d'un autre de ses doubles, Dougie Jones, qui lui est renvoyé dans la Loge Noire où il est détruit. L'agent Cooper est étendu sur le sol et est découvert par une prostituée, Jade, payée par Dougie, et qui le prend pour ce dernier. Cependant, Dale est dans un état végétatif et est amnésique, se comportant désormais comme un enfant. Jade le dépose devant un casino (Dougie Jones vivant à Las Vegas) et lui donne cinq dollars, qui lui serviront de "Call For Help", avant de le quitter. Cooper pénètre à l'intérieur et commence à jouer, imitant un autre joueur qui avait crié "Hello" avant d'actionner le mécanisme d'une machine. Guidé par des visions de la Loge Noire qui apparaissent au-dessus de certaines machines, il gagne jackpots sur jackpots. Il est surnommé "Mr. Jackpot" par une clocharde et croise deux amis de Dougie Jones qui lui indiquent où ce dernier habite, mentionnant la porte rouge de la maison. Amené dans le bureau du directeur du casino qui lui remet la somme qu'il a gagné, ce dernier le fait ramener chez lui par limousine. Il est accueilli par la femme de Dougie, Janey-E Jones, qui le gifle, lui reprochant d'avoir manqué l'anniversaire de leur fils, Sonny Jim.

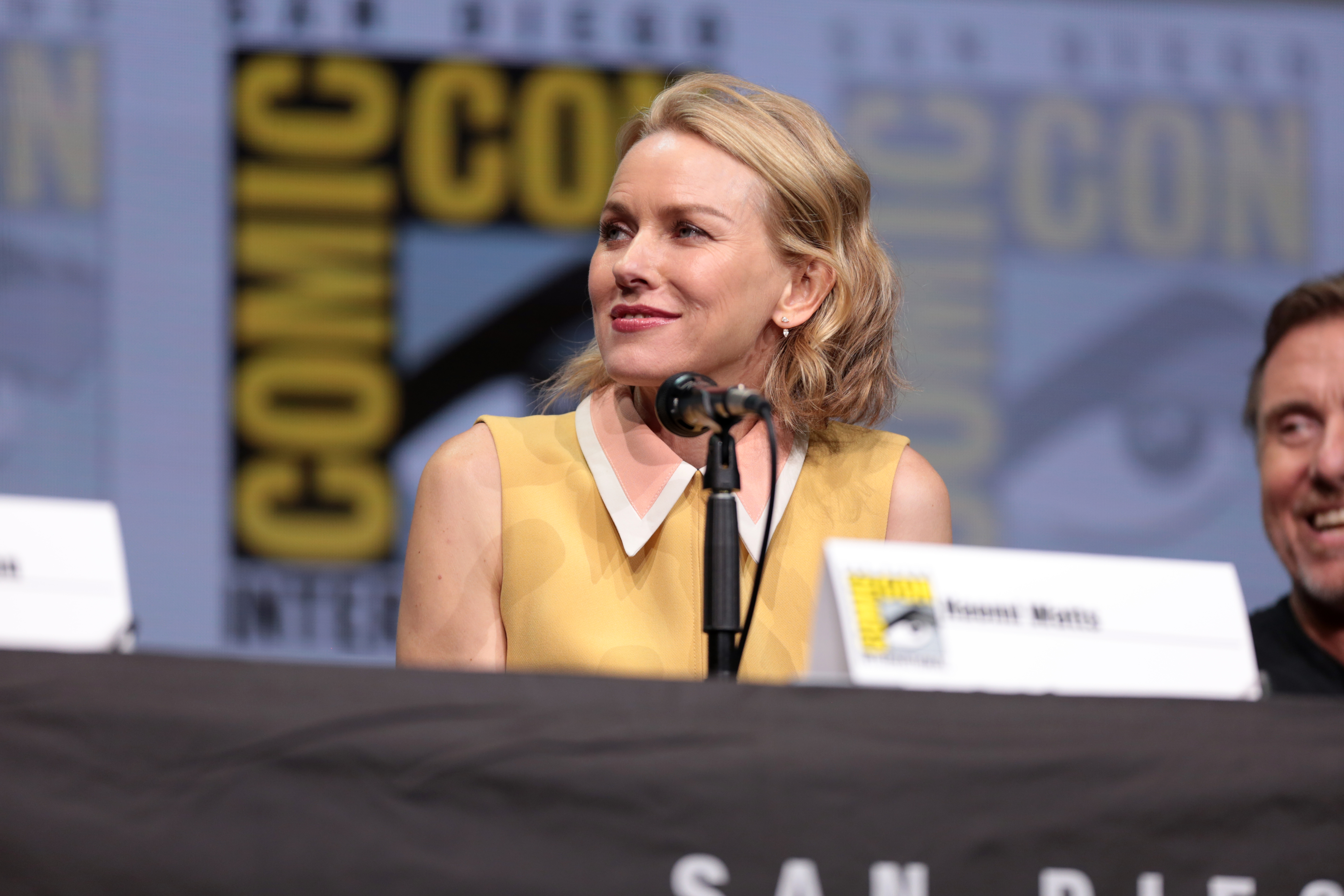
Naomi Watts, interprète de Janey-E Jones, au Comic-Con de San Diego en 2017.

Le lendemain, elle emmène Dougie / Dale à son travail, à savoir une compagnie d'assurance. Il est obsédé un temps par une statue de cow-boy et retrouve son amour pour le café lorsqu'un employé lui en propose. Le soir-même, Janey-E le réprimande car elle a reçu des photos de Dougie en compagnie de Jade. Pendant les jours qui suivent, Cooper reste dans un état catatonique mais reçoit généralement des visions de MIKE, qui lui rappelle que son doppelgänger doit mourir. De façon involontaire, Dale Cooper permet de résoudre tous les problèmes que Dougie Jones s'est créé : l'argent qu'il a gagné au casino permet de rembourser les dettes de la famille et il est devenu ami avec les deux propriétaires du même casino, les frères Mitchum, qui prévoyaient de le tuer à la suite d'un problème administratif. C'est d'ailleurs en étant attaqué par un tueur à gages qu'ils avaient envoyé que Cooper fait usage de ses réflexes d'agent du FBI. Un soir, alors qu'il mange un gâteau au chocolat, le film Boulevard du crépuscule (1950) est projeté sur la télévision à côté de lui et Cooper réagit lors qu’est prononcé le nom de Gordon Cole, qui est également celui de son ancien supérieur. Une prise commence alors à produire de l'électricité et en enfonçant sa fourchette dans les trous, Cooper s'électrocute. 
Il se réveille ensuite à l’hôpital, complètement rétabli et a une nouvelle vision de MIKE et lui demande de créer un nouveau double de lui-même, après avoir appris que son doppelgänger est toujours en liberté. Cooper quitte l'hôpital en compagnie de la famille de Dougie Jones pour se rendre au casino des frères Mitchum. Sur place, alors qu'il se prépare à les quitter, Janey-E comprend qu'il ne s'agit pas de son mari mais lui déclare tout de même son amour. Il demande aux frères Mitchum de l'amener dans l'état de Washington, à Twin Peaks. Alors qu'il est en chemin, il entre en contact avec le bureau du shérif pour découvrir que Harry Truman est en retraite et a été remplacé par son frère, Frank, qui lui apprend que son doppelgänger est avec lui. Quand Cooper arrive, son double a été abattu et des esprits apparaissent pour retirer BOB de son corps, qui commence à attaquer les personnes dans la pièce, à commencer par l'agent du FBI. Cependant, l'esprit malveillant est détruit par Freddie Sykes, un agent de sécurité du Great Northern Hotel.   
C'est d'ailleurs à l'hôtel que Cooper se rend, en compagnie de Diane et de Gordon Cole, à qui il fait ses adieux, avant de pénétrer dans une pièce sombre dans laquelle se trouve MIKE, qui lui récite le poème Fire Walk with Me. Avec lui, Cooper se rend dans la boutique dans laquelle Phillip Jeffries avait assisté à une rencontre entre BOB et le nain, pour rendre visite à l'agent disparu, qui possède maintenant l'apparence d'une théière. Ce dernier renvoie Cooper dans le passé, plus précisément la nuit de la mort de Laura Palmer. Après avoir assisté à la rencontre entre Laura et James Hurley (scène du film Twin Peaks: Fire Walk with Me), Dale Cooper convainc cette dernière de le suivre, entraînant ainsi l'annulation de sa mort. Cependant, alors qu'il l'emmène dans la forêt, elle disparaît brusquement, Cooper n'entendant qu'un cri déchirant dans la nuit.  
Grâce aux informations données par le Pompier (l'homme ressemblant au géant), Dale se rend à Odessa pour retrouver Laura. Il la retrouve, mais celle-ci s'identifie comme étant Carrie Page, et n'a jamais entendu parler de la famille Palmer ou de Twin Peaks. Cooper décide alors de la ramener dans la petite ville dans l'espoir de lui rafraîchir la mémoire. Une fois arrivés à la maison de Sarah Palmer, la mère de Laura, Cooper et Page se rendent compte que la maison est occupée par une certaine Tremond (faisant écho à l'esprit de la vieille dame et de son petit-fils), qui n'a elle aussi jamais entendu parler de la famille Palmer. Alors que Dale Cooper retourne vers sa voiture en se demandant en quelle année il a été amené, Carrie Page se retourne vers la maison, entendant la voix de Sarah Palmer appeler sa fille. Elle pousse un cri d'effroi et la maison plonge dans le noir.

## Personnage

### Description
Dale Cooper est un agent du FBI, ayant la trentaine lors des deux premières saisons de Twin Peaks, puis la cinquantaine dans la troisième saison. Il se démarque notamment par ses manières excentriques, la plus connue étant celle consistant à effectuer un pouce en l'air lorsqu'il est satisfait. Cooper a également l'habitude d'être accompagné d'un dictaphone, grâce auquel il effectue des résumés de ses journées dans lesquels il fait part de ses ressentis. Ces enregistrements sont destinés à Diane Evans, sa secrétaire. 

Dale Cooper est également connu pour son profond amour pour le café, qu'il exprime par à la phrase " Damn good coffee ", pour les tartes aux cerises qui lui sont servies au Double R, le restaurant de Twin Peaks. L'agent a également une passion pour le Tibet depuis un rêve qu'il a eu et n'hésite pas à utiliser les méthodes tibétaines pour déterminer qui a tué Laura Palmer. 

« Every day, once a day, give yourself a present. Don't plan it, don't wait for it, just let it happen. It could be a new shirt at the men's store, a catnap in your office chair, or two cups of good, hot black coffee. »

— Cooper expliquant au shérif Truman l'importance d'une tasse de café dans la journée.
C'est un agent du FBI compétent et très intelligent, talentueux enquêteur et qui n'hésite pas à se fier à ses intuitions, à faire confiance à l'irrationnel et à ses rêves, offrant alors un contraste assez singulier avec Albert Rosenfield, autre agent du FBI, qui a pour principale caractéristique d'user du sarcasme. 
Dans la troisième saison, lorsqu'il est dans un état végétatif et amnésique, Dale Cooper, qui a pris l'identité de son double Dougie Jones, se contente de répéter les mots que ses interlocuteurs prononcent. Cependant, certains aspects de son ancien lui-même refont surface, tels que ses réflexes d'agent du FBI lorsqu'il est attaqué par un tueur à gages, ou encore sa passion pour le café qui ne l'a jamais quitté. Vers la fin de la saison, alors qu'il boit un verre au Eat at Judy's, il montre un aspect plus sombre, puisqu'il n'hésite pas à tirer sur les trois cow-boys qui le provoquent, caractère qui avait déjà pu être entrevu lors du sauvetage de Audrey Horne au One Eyed Jacks. 

### Autres informations

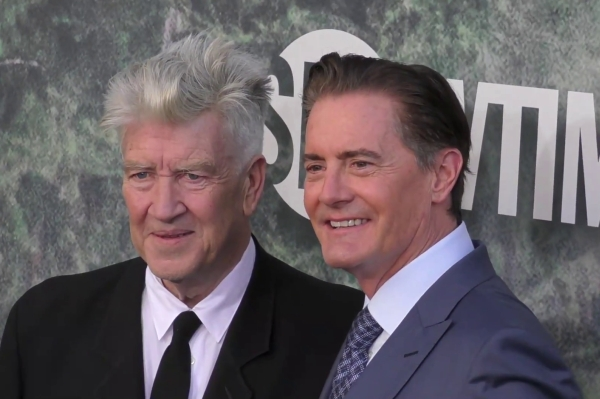
David Lynch et Kyle MacLachlan à la première de la saison 3 de Twin Peaks en 2017.

Le rôle de Dale Cooper est interprété par Kyle MacLachlan, acteur américain ayant déjà travaillé avec David Lynch dans Dune (1984) et dans Blue Velvet (1986). MacLachlan et Lynch considèrent d'ailleurs le personnage comme une version plus approfondie de celui de Jeffrey Beaumont, personnage principal de Blue Velvet. Mark Frost, co-créateur du personnage avec Lynch, a également déclaré que les excentricités de Cooper avaient été directement inspirées du réalisateur américain. 
Pour sa performance en Dale Cooper, Kyle MacLachlan a remporté le Golden Globe du meilleur acteur dans une série dramatique en 1991 et a été nommé en 2018 en tant que meilleur acteur dans une mini-série ou un téléfilm. Il a également été nommé deux fois pour l'Emmy Award du meilleur acteur dans une série dramatique en 1990 et en 1991 et a remporté le Saturn Award du meilleur acteur de télévision en 2018.
Kyle MacLachlan considère d'ailleurs le rôle de Dale Cooper comme le plus important de toute sa carrière,.

### Œuvres dans lesquelles le personnage apparaît

#### Télévision
- 1990-1991 : Twin Peaks (saison 1 et 2) : 30 épisodes
- 2017 : Twin Peaks: The Return (saison 3) : 17 épisodes

#### Cinéma
- 1992 : Twin Peaks: Fire Walk with Me

#### Autres
En littérature, le personnage de Dale Cooper est le sujet principal du livre L'autobiographie de l'agent très spécial Dale Cooper de Scott Frost (en), le frère de Mark Frost et qui revient sur la jeunesse de l'agent du FBI. Lors de la diffusion de la deuxième saison de Twin Peaks, un album audio intitulé "Diane..." : Les Cassettes Twin Peaks de l'agent Cooper est créé. Il s'agit de l'ensemble des enregistrements que Cooper effectue pour sa secrétaire, Diane Evans. Kyle MacLachlan a d'ailleurs été nommé pour un Grammy Award pour sa performance vocale,.